# Umeå folkhögskola

Umeå folkhögskola f.d. Dalkarlså Folkhögskola, är en folkhögskola i Umeå i Västerbotten. Den drivs av Pingstförsamlingarna i Sverige genom Pingstförsamlingarnas skol- och kursverksamhet. 
I dag är huvudskolan förlagd till Ålidhem, Umeå med filialer i Uppsala och Örnsköldsvik.
Skolan var fram till hösten 2018 delvis inrymd i Dalkarlså herrgård vars byggnader tillkom 1817 och 1845. Dalkarlså herrgård var Häggströmska Handelshusets hemvist, en av Västerbottens tongivande arbetsgivare under mitten av 1800-talet. Herrgården blev ett byggnadsminne 1985.
I en av skolans byggnader inrymdes Dalkarlså Lanthandelsmuseum vilket är en lanthandelsbod från 1850-talet.
I oktober 2018 rapporterades att folkhögskolan flyttar hela verksamheten till Ålidhem i Umeå, där den redan har en filial med 180 elever (2018).

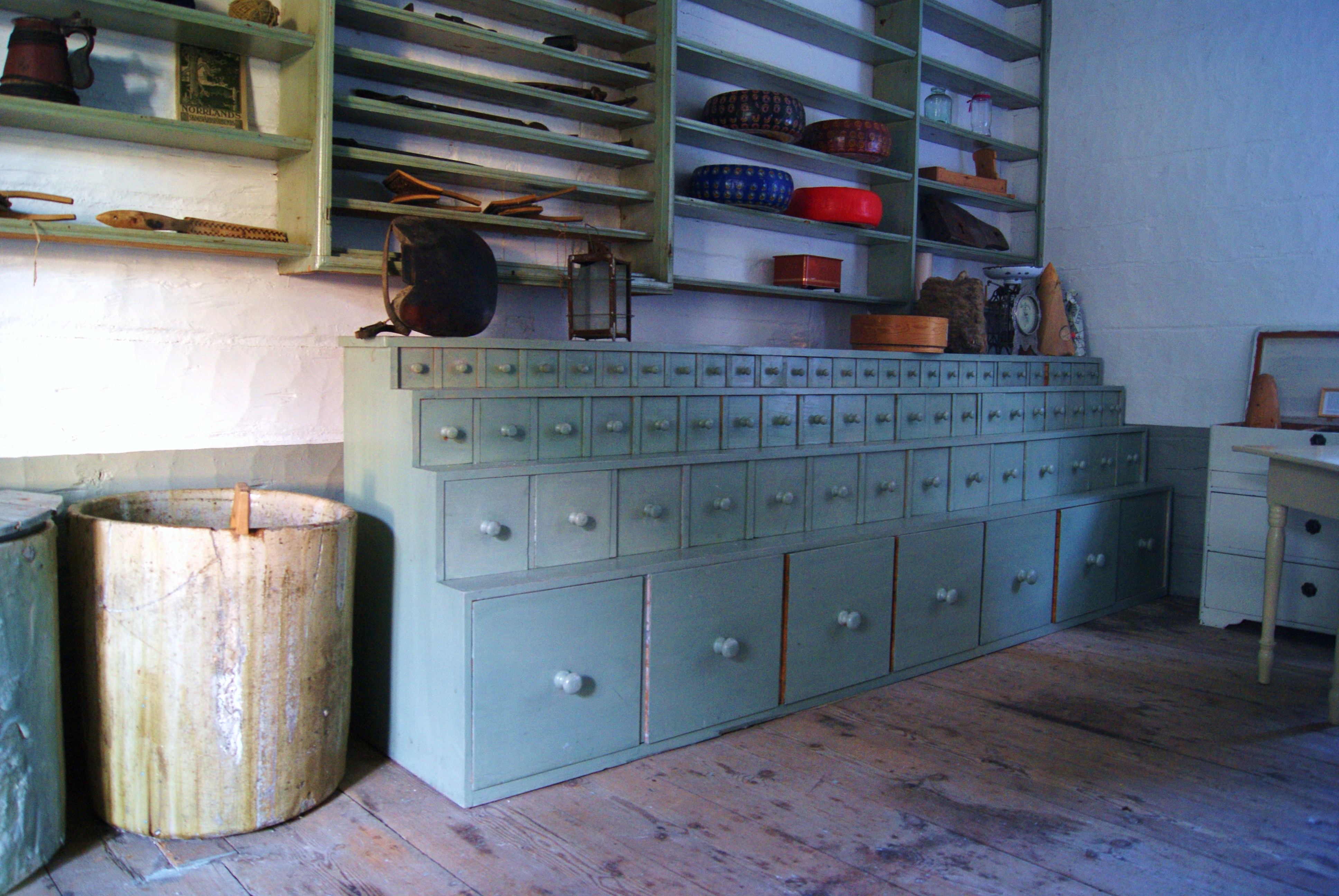
Dalkarlså Lanthandelsmuseum